# 스리랑카긴꼬리땃쥐
스리랑카긴꼬리땃쥐(Crocidura miya)는 땃쥐과에 속하는 포유류의 일종이다. 스리랑카의 토착종이다. 서식지 감소로 멸종 위협을 받고 있다.